# إدواردو رافيلو
إدواردو «ريتشولم» رافيلو (بالإنجليزية: Eduardo Ravelo)‏ (13 أكتوبر 1968) هارب ومطلوب أمريكي مكسيكي من قبل مكتب التحقيقات الفيدرالي في عدة تهم تتعلق بالمخدرات والجريمة المنظمة وهو زعيم عصابة باريو ازتيكا. في 20 أكتوبر 2009 تم وضع إسمه ضمن قائمة قائمة العشرة الأكثر طلبا لمكتب التحقيقات الفدرالي.